# Marinado

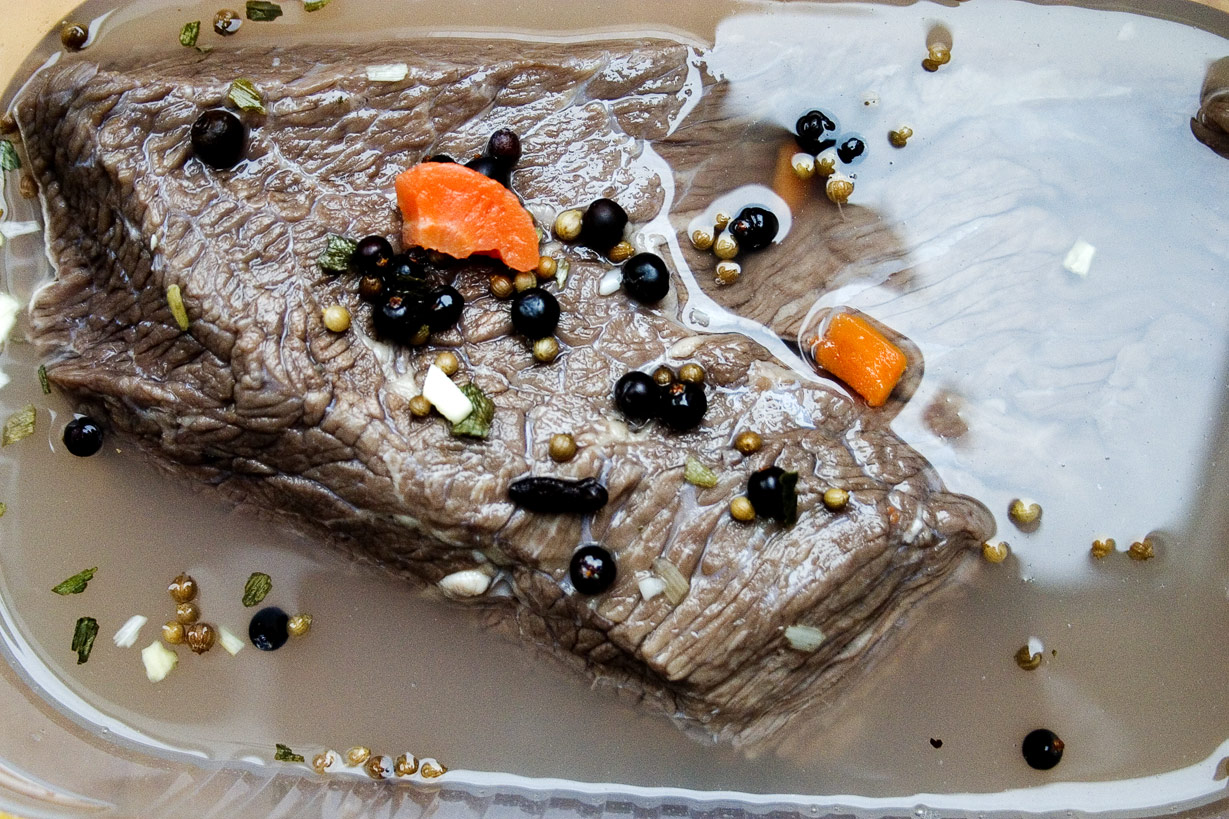
Carne marinada en diversos medios ácidos para elaborar un Sauerbraten alemán. En estos casos una carne de alta calidad da los mismos resultados culinarios que una de inferior calidad.

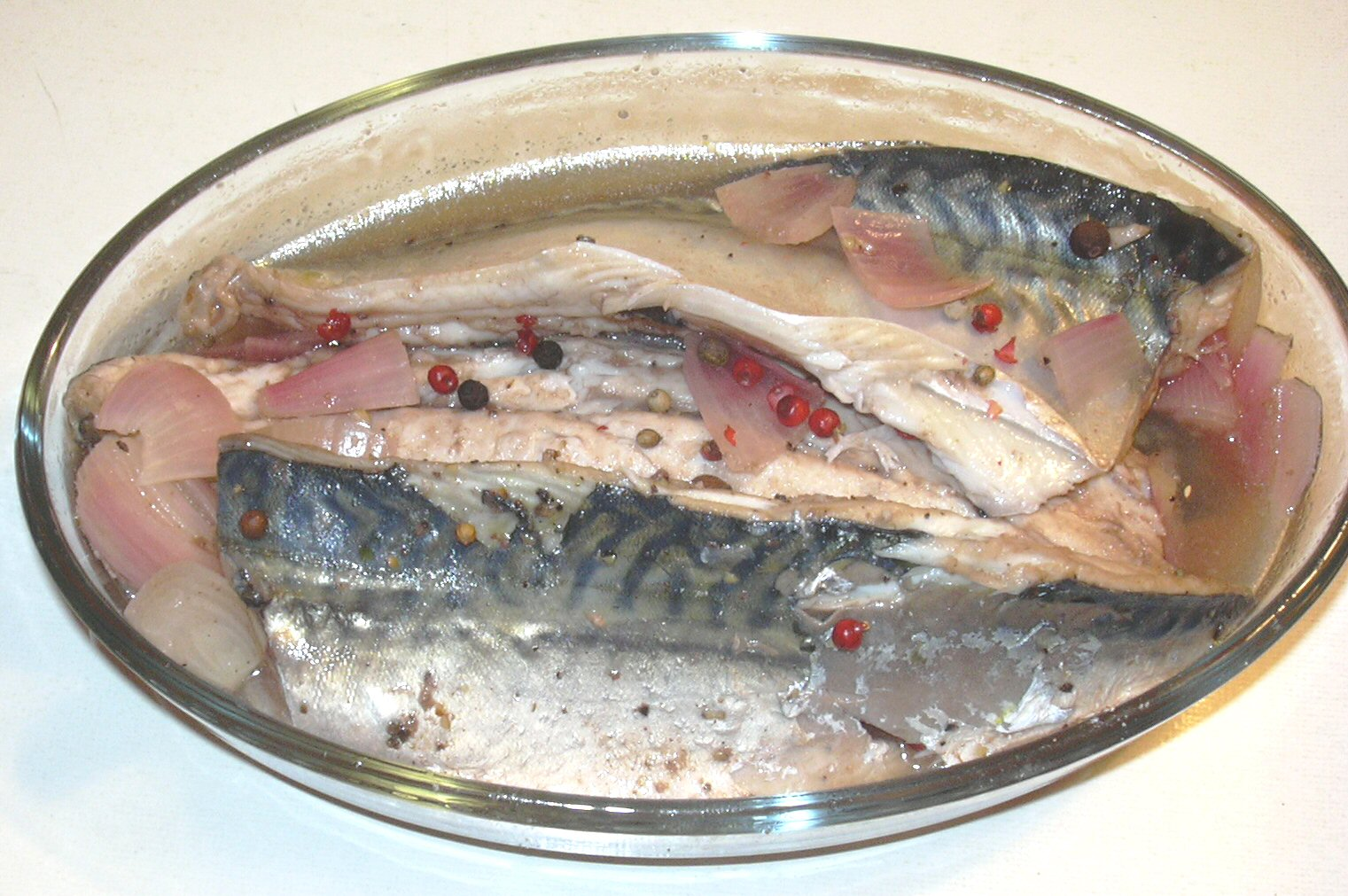
Marinado de pescado.

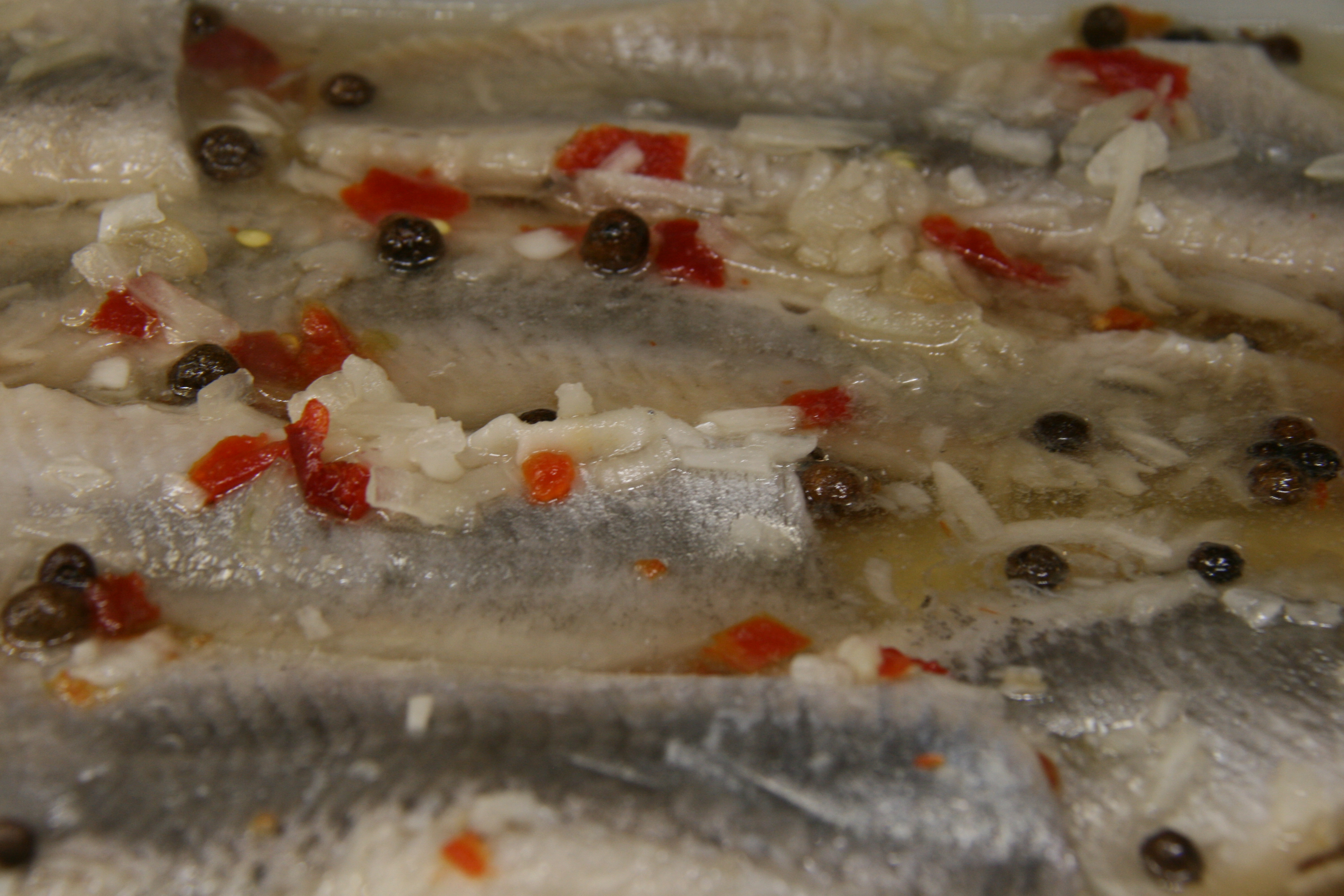
Marinado escandinavo de arenque.

El marinado es una técnica de cocina mediante la cual se coloca  un alimento en remojo de un líquido aromático durante un tiempo determinado (desde un día hasta varias semanas), con el objeto de que tras este tiempo sea más tierno o que llegue a estar más aromatizado. Antiguamente era considerado un método de conservación de ciertos alimentos, aunque hoy en día este efecto se pone en duda para algunos tipos de marinados.
Es un proceso con una denominación general, ya que dependiendo del ingrediente líquido sobre el que se sumerja, el marinado puede tener otros nombres más específicos, como, por ejemplo:
- Si es inmerso en vinagre, se denomina escabeche (esta denominación es más típica de la cocina española).
- Si es en zumo de limón u otro medio ácido, se denomina cebiche (típico de las cocinas latinoamericanas).
- Y si es en una mezcla de vinagre y pimentón (dulce o picante), se denomina adobo (generalmente realizado a las carnes).

Por regla general, el marinado se aplica a carnes y pescados, y más raro es hacerlo a verduras, conocidas como encurtidos.

## Elementos del marinado

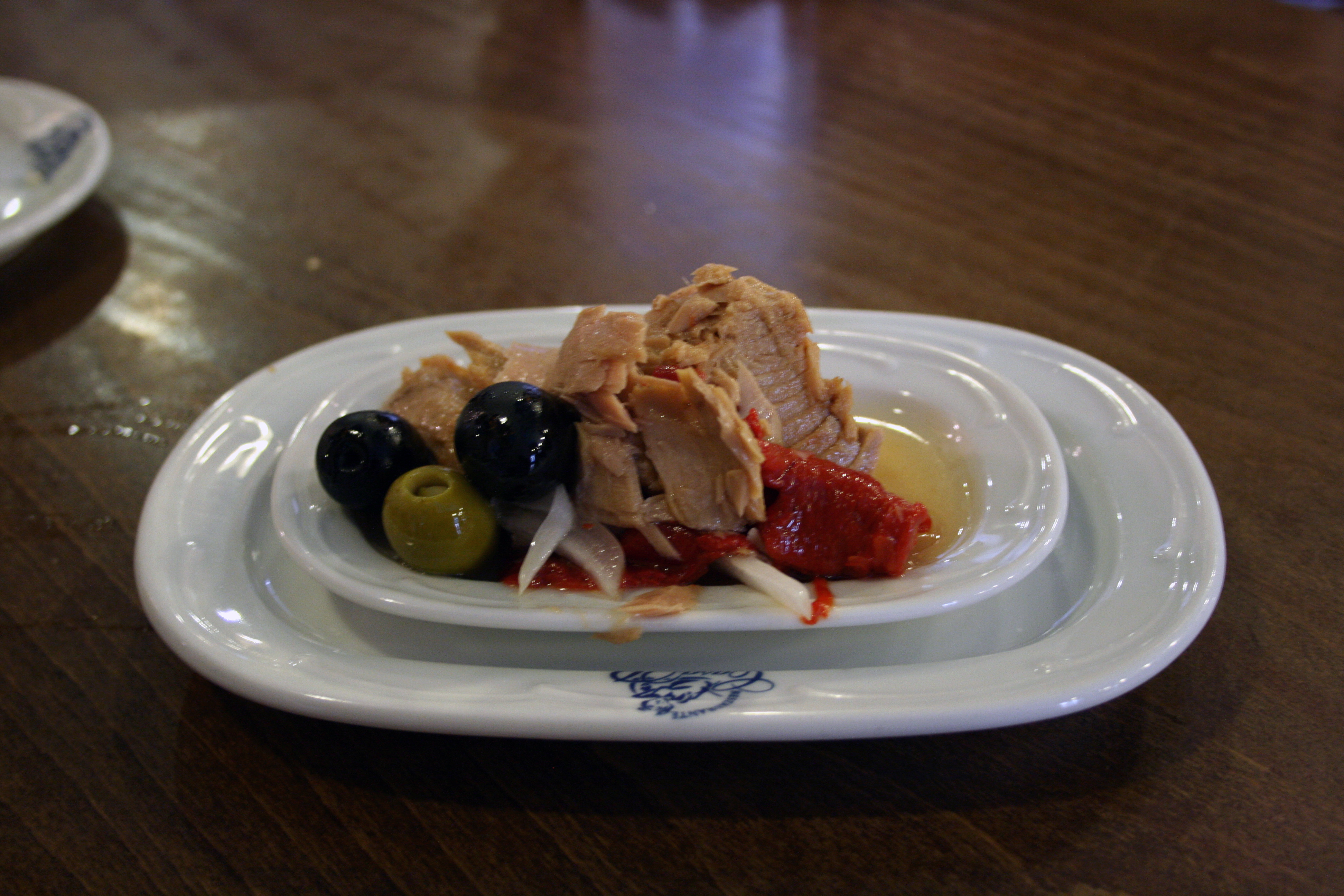
Los escabeches de pescado son marinadas con el simple objetivo de preservar el alimento. Pero su sabor se realza igualmente.

Suelen emplearse en el marinado aceites vegetales o grasas animales, aunque suelen encontrarse también en su elaboración medios ácidos, como zumos de frutas (zumo de limón), agraz, vinagres, vinagretas, vino, salsas de tomate, etcétera. En las marinadas también son frecuentes productos lácteos tales como la crema de leche, la crème fraîche (es un medio ácido igualmente), la crème double, el suero de mantequilla y otros. Los medios ácidos son buenos para detener la reproducción de las bacterias causantes de la degradación de los alimentos. Todo ello puesto en remojo durante un período determinado. En ocasiones, el marinado era un paso previo a otros pasos característicos de la preservación, por ejemplo el  ahumado o el secado. Los marinados producen un alimento más tierno, con un sabor intensificado. 
El empleo de ácidos orgánicos hace que se suavicen los tejidos, mientras que el uso de sales aumenta la preservación del alimento. Las marinadas en los primitivos tiempos de la cocina eran una mezcla de sales (en una especie de ligera salazón), ácidos orgánicos, nitratos y especias. Para aromatizar se suelen incluir diversas especias, como enebro, pimienta negra, hojas de laurel, semillas de mostaza, mejorana, eneldo, romero, etcétera, dependiendo de los gustos y de las hierbas comunes en la zona en la que se hace el marinado. 
El marinado es un proceso culinario cuyo objeto puede ser el de preparar la carne tanto para su inmediato consumo como para ser un paso intermedio en el proceso de su preservación. El marinado mejora tanto las cualidades sensoriales (sabor, color, humedad y textura) como las funcionales (estabilidad, retención de líquidos, etcétera). En la actualidad, los procesos industriales de marinado hacen que el alimento se exponga a una solución en un ambiente al vacío (baja presión) para mejorar las capacidades de absorción. Estos productos suelen comercializarse para que los consumidores los procesen de inmediato en sus variantes.[cita requerida]

### Factores que afectan al tiempo
Entre los factores más importantes se encuentran:
- La temperatura, a mayor temperatura menor tiempo de marinado. Los marinados a temperatura ambiente se realizan en menor tiempo que los refrigerados. El tiempo de marinado es inversamente proporcional a la temperatura.
- El tamaño de las piezas. La superficie de contacto es un factor clave en la absorción; cuanto menor sean las piezas, mayor será la absorción y menor el tiempo de marinado. El tamaño de las piezas es directamente proporcional al tiempo de marinado.

### Marinado de pescados
Los medios ácidos hacen que la trimetilamina (denominado a veces como óxido de trimetilamina u OTMA), causante del olor a pescado de algunos peces, reaccione con el agua y se convierta en una molécula no-volátil. Esto hace que los alcoholes de menos peso molecular dominen en los aromas finales. Esta es una de las razones por las que el pescado marinado huele tan agradable, tal y como se puede comprobar en el arenque, el atún, el salmón, las anchoas, el bacalao y otros pescados. Desde muy antiguo se ha reportado este tipo de marinado en los pueblos mediterráneos (Apicius). Es muy frecuente en estas zonas mediterráneas este tipo de marinado en los escabeches, que procede de las costumbres árabes del sikbaj. Los métodos combinados de marinado en pescados son práctica habitual en las culturas culinarias de la tierra. Los marinados de pescado, mariscos y cefalópodos realizados en medio ácido de zumo de cítricos dan lugar a diversos platos en América Latina: se denominan los cebiches.

### Marinados de carne

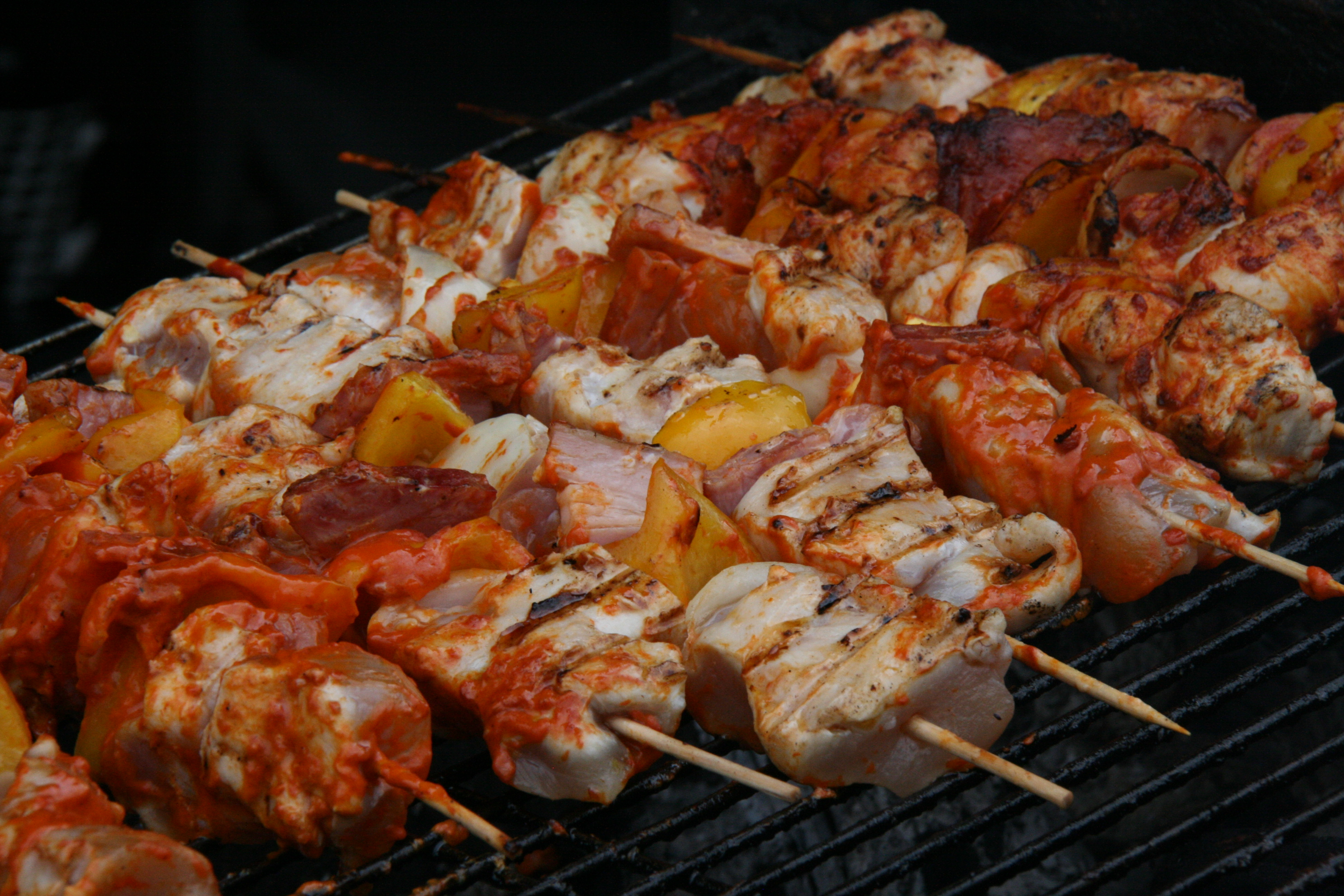
En algunas ocasiones se marinan carnes antes de ser cocinadas mediante adobo.

En muchos casos el marinado de carnes se realiza para ablandar los tejidos musculares y hacer que tenga una textura más tierna. Se realiza, al igual que en el caso de los pescados, en un medio ácido. La penetración y acción de los ácidos hace que sea muy lenta (menor que en el caso del pescado) y en muchos casos hace que el sabor final de la carne sea demasiado ácida. Algunos alimentos como las carcasas de aves, o las carnes deshuesadas, eran inyectados en soluciones fosfatadas (con el objeto de aumentar la retención de líquidos), o de sales saborizadas, con el objeto de realizar posteriormente operaciones de rotisserie, barbacoa o  parrilla. Para la industria cárnica el marinado supone la posibilidad de aprovechar más la carne y poder meter en el mercado porciones de carne que no serían vendidas crudas por ser poco atractivas. Como ablandador de la carne, la industria cárnica emplea también la papaína (inyectado en los animales antes de ser sacrificados).
El marinado de carnes está asociado, por regla general, con el asado mediante exposición directa al fuego. Es frecuente en algunas cocinas que la carne se marine antes de ser expuesta al fuego. Este proceso hace que la carne final tras el asado sea menos suculenta que la que no ha sido marinada. Los componentes ácidos de las marinadas hacen que la capacidad de retener líquidos de las carnes se vea disminuida, en especial durante el cocinado. Esto hace que el resultado final sea una carne "más seca", pero se ve compensada con una ganancia de sabor y de "ternura" en la textura final.

### Marinado de verduras
Es menos frecuente que el caso de las carnes y pescados, pero se encuentra presente igualmente en algunas culturas. Una de las más conocidas marinadas de verduras es la chermoula (típica de las cocinas del Magreb). De la misma forma que se marinan setas en la culinaria griega, las cebollas marinadas, etc. De la misma forma las frutas como puede ser las ciruelas quetsches (en vinagre), En algunas cocinas asiáticas se marinan concentrados de soja como el tofú con el objeto de proporcionar sabor.

## Tipos de marinado

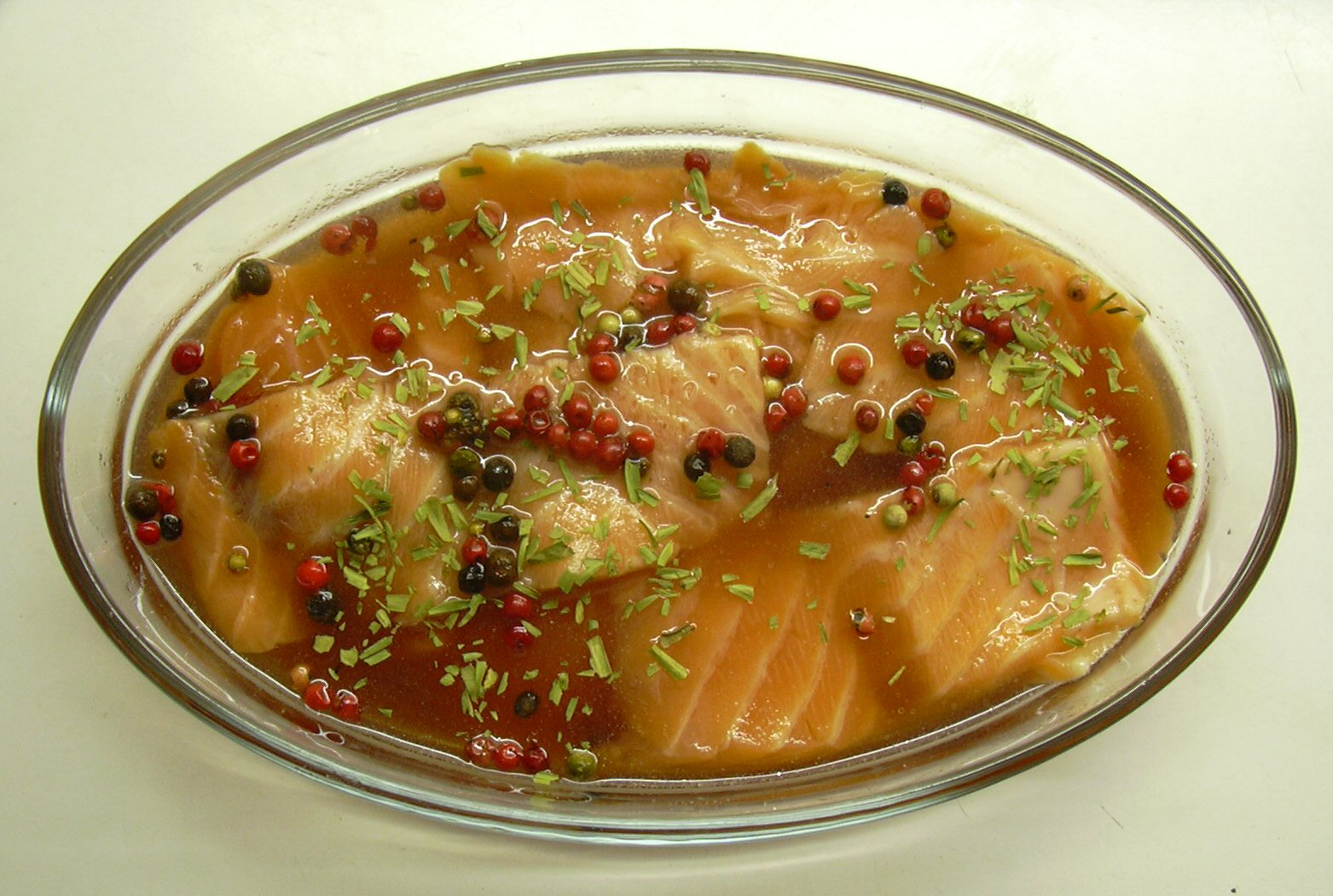
El marinado estático es el método casero ideal para pequeñas piezas, pero es lento e inadecuado para las grandes porciones de la industria alimentaria.

Los métodos de marinado son diversos. Se tiene el marinado estático (o por remojo) que se trata del más habitual en las casas debido a lo pequeño de las piezas, una de sus principales desventajas es su lentitud del proceso, sin embargo, se trata de una operación de bajo coste. Suele hacerse a temperatura ambiente o refrigerado a 10 °C aproximadamente (por regla general cuanto menor es la temperatura mayor es el tiempo empleado para completar el proceso). El marinado por inyección, así como el método de agitación (realizado mediante tambores giratorios a diversas velocidades) empleado por la industria alimentaria en pequeñas dosis, por regla general se trata de un pre-marinado que se completa durante su periodo de vida hasta su caducidad. La absorción y estabilidad del marinado ocurre en estos casos durante la fase de distribución. El marinado por agitación puede reducir los tiempos de marinado a escasas decenas de minutos.
La industria alimentaria tiene el reto de conseguir marinados de grandes porciones en el menor tiempo posible, hay mucha investigación actual en este terreno. Algunas de las marinadas industriales de carne no tienen por objeto el de proporcionar sabor, sino el de introducir una característica funcional como la "ternura", este es el caso de la industria cárnica y el empleo de cloruro de calcio (CaCl2). La blandura que pueda ofrecer la carne es un elemento clave a la hora de ser elegida por el consumidor, es por esta razón por la que la marinación se considera como uno de los métodos de procesamiento cárnicos más habituales.

## Salud en los marinados
Está investigado que el empleo de marinados en alimentos crudos como el pescado, que se comen sin un tratamiento térmico posterior (caso de los cebiches) tienen cierto riesgo de propagar anisakis. En los productos cárnicos la marinación no produce problemas debido a que en la mayor parte de los casos, la carne marinada se ve sometida a un tratamiento térmico intenso, esto hace que la proliferación de bacterias sea poco probable. El consumo de productos marinados está creciendo, esto hace que la industria alimentaria tenga en cuenta su producción y en la mayoría de los casos empaqueta estos alimentos en envases con atmósferas modificadas, esto hace que puedan proliferar bacterias lácticas.

## Platos marinados
- Cocina alemana: Rheinischer Sauerbraten
- Cocina española: Cazón en adobo
- Cocina francesa: Coq au vin
- Cocina griega: Gyros
- Cocina india: Vindaloo